# Alexandre van der Capellen van Aartsbergen
Pour les articles homonymes, voir Van der Capellen.
Alexandre van der Capellen van Aartsbergen était un noble néerlandais, né vers la fin du XVIe siècle. Ami du prince Guillaume II d'Orange-Nassau, il le seconda puissamment dans ses vues ambitieuses et mourut à Dordrecht en 1656. Il a laissé des Mémoires publiés par son arrière-petit-fils Robert Gaspard van der Capellen, en 1777, en deux volumes : Gedenkschriften van jonkheer Alexander Van der Capellen.